# Sideroxylon capuronii
Sideroxylon capuronii är en tvåhjärtbladig växtart som beskrevs av Aubrev. Sideroxylon capuronii ingår i släktet Sideroxylon och familjen Sapotaceae. Inga underarter finns listade i Catalogue of Life.